# Characinus
Characinus es un  género de peces de la familia Characidae y de la orden de los Characiformes.

## Especies
- Characinus curimata (Lacépède, 1803)[1]
- Characinus piabucu (Lacépède, 1803)[1]